# Färöischer Fußballpokal 1978
Der Färöische Fußballpokal 1978 fand zwischen dem 15. Mai und 13. August 1978 statt und wurde zum 24. Mal ausgespielt. Im Entscheidungsspiel, welches im Stadion Inni í Dal in Sandur ausgetragen wurde, siegte HB Tórshavn mit 3:1 gegen Titelverteidiger TB Tvøroyri und konnte den Pokal somit zum 14. Mal gewinnen.
HB Tórshavn und TB Tvøroyri belegten in der Meisterschaft die Plätze eins und zwei, dadurch erreichte HB Tórshavn das Double.

## Teilnehmer
Teilnahmeberechtigt waren folgende sieben Mannschaften der 1. Deild:
| 1. Deild                                                                              |
| B36 Tórshavn HB Tórshavn ÍF Fuglafjørður KÍ Klaksvík MB Miðvágur TB Tvøroyri VB Vágur |

## Modus
Für den Pokal waren alle Erstligisten zugelassen. HB Tórshavn war direkt für das Halbfinale gesetzt. Die verbliebenen Mannschaften spielten in einer Runde die restlichen drei Teilnehmer aus. Die Halbfinalspiele fanden ab diesem Jahr mit Hin- und Rückspiel statt. Alle Runden wurden im K.-o.-System ausgetragen.

## Qualifikationsrunde
Die Partien der Qualifikationsrunde fanden am 15. Mai statt.
|                 | Ergebnis |              |
| --------------- | -------- | ------------ |
| ÍF Fuglafjørður | 4:2      | B36 Tórshavn |
| TB Tvøroyri     | 1:0      | MB Miðvágur  |
| VB Vágur        | 2:0      | KÍ Klaksvík  |

## Halbfinale
Die Hinspiele im Halbfinale fanden am 11. Juni statt, die Rückspiele am 18. Juni.
|                 | Gesamt |             | Hinspiel | Rückspiel |
| --------------- | ------ | ----------- | -------- | --------- |
| ÍF Fuglafjørður | 5:6    | TB Tvøroyri | 4:3      | 1:3       |
| VB Vágur        | 2:4    | HB Tórshavn | 2:1      | 0:3       |

## Finale

### Hinspiel
| Paarung  | TB Tvøroyri – HB Tórshavn |
| Ergebnis | 2:1                       |
| Datum    | 16. Juli 1978             |
| Stadion  | Sevmýri, Tvøroyri         |
| Tore     | ?                         |

### Rückspiel
| Paarung  | HB Tórshavn – TB Tvøroyri |
| Ergebnis | 2:1                       |
| Datum    | 23. Juli 1978             |
| Stadion  | Gundadalur, Tórshavn      |
| Tore     | ?                         |

### Entscheidungsspiel
Da beide Mannschaften ihre Heimspiele jeweils mit 2:1 gewinnen konnten, kam es zu einem Entscheidungsspiel auf neutralem Platz.
| Paarung  | TB Tvøroyri – HB Tórshavn |
| Ergebnis | 1:3                       |
| Datum    | 13. August 1978           |
| Stadion  | Inni í Dal, Sandur        |
| Tore     | ?                         |